# Humilladero de Nuestra Señora de la Soledad
El humilladero de Nuestra Señora de la Soledad es una pequeña capilla situada en el número 44 de la calle de Fuencarral de Madrid, esquina a la antigua calle de Santa María del Arco. Fue construida  en 1712 debido a que en las inmediaciones existía un cuadro de la Virgen de Nuestra Señora de la Soledad, al que los vecinos de la zona profesaban una gran devoción. La pequeña edificación está realizada con ladrillo y sillería, y el acceso al templo se realiza a través de una puerta coronada por un arco de medio punto. Es el único en su especie que queda en Madrid, junto con la virgen rinconera en la casa-palacio de Ricardo Augustín de la plaza de Ramales.

## Historia
Ocupa el lugar conocido desde antiguo como arco de Santa María. Según Peñasco de la Puente y Cambronero, en su entrada dedica a la calle del Arco de Santa María: «En un arco que formaba la puerta de la caballeriza del marqués de la Torrecilla existía un cuadro de Nuestra Señora de la Soledad, alumbrado por un farolillo; y fue tanta la devoción que los vecinos de aquellos contornos profesaban a la representación de la Virgen, y tantos los milagros que ésta hubo de obrar, que el Marqués la erigió una capilla en el sitio mismo de la caballeriza, dándola (sic) entrada por la calle de Fuencarral, donde aún se conserva».
En el Diccionario geográfico de España de Pascual Madoz de 1848 se lee que «existía desde época remota bajo un arco una imagen de Nuestra Señora y en el mismo sitio labró por los años de 1712 esta capilla el Marqués de Navahermosa, dueño de la contigua casa que al presente posee y habita el Señor Duque de Veragua. Consiste dicha capilla en una pieza cuadrada con un arco de medio punto en el ingreso y un retablo al frente compuesto de dos pilastras jónicas y un cuadro en el intercolumnio que representa a Nuestra Señora de la Soledad. Este pequeño santuario es de mucha devoción para las gentes de los inmediatos barrios».
Ante el desacuerdo en el título de los aristócratas implicados, quizá la información más completa y orientadora sea la de Mesonero Romanos en El antiguo Madrid. Paseos histórico-anecdóticos por las calles y casas de esta villa, donde, describiendo los nuevos edificios de la calle de Fuencarral, explica que «las casas modernas en general son importantes, aun algunas que quedan de los siglos anteriores, como la del Marqués de la Torrecilla, que antes fue el de Montellano (número 55 nuevo), frente a la calle de Santa María del Arco, y la antigua del Marqués de Nava-hermosa; la que fue del Marqués de la Mina y vivieron en nuestros días el de Ariza y la Duquesa de San Fernando, y alguna otra, no desdicen de las modernas de los duques de Veragua, esquina a la de Santa María del Arco...»; descripción que parece darles la razón a Cambronero, Peñasco de la Puente y Répide, que hablan del edificio del Marqués de la Torrecilla.
La noche del 12 de julio de 1936, a las puertas de la ermita, tuvo lugar el asesinato por cuatro pistoleros de extrema derecha del teniente de la guardia de asalto José del Castillo Sáenz de Tejada, que se había significado por sus actitudes izquierdistas durante la II República Española; asesinato que, junto con el del diputado derechista José Calvo Sotelo, producido horas después como represalia del anterior, la historiografía los ha considerado detonantes del estallido de la Guerra Civil Española. Al teniente Castillo se le consideraba responsable directo de la muerte de Andrés Sáenz de Heredia Arteta, joven de 24 años, primo del fundador de la Falange, José Antonio Primo de Rivera, durante los graves incidentes sucedidos en el entierro del alférez de la guardia civil Anastasio de los Reyes López-Dávila, el 16 de abril de 1936, en Madrid. En ellos fallecieron, al menos, cinco personas.

## Descripción

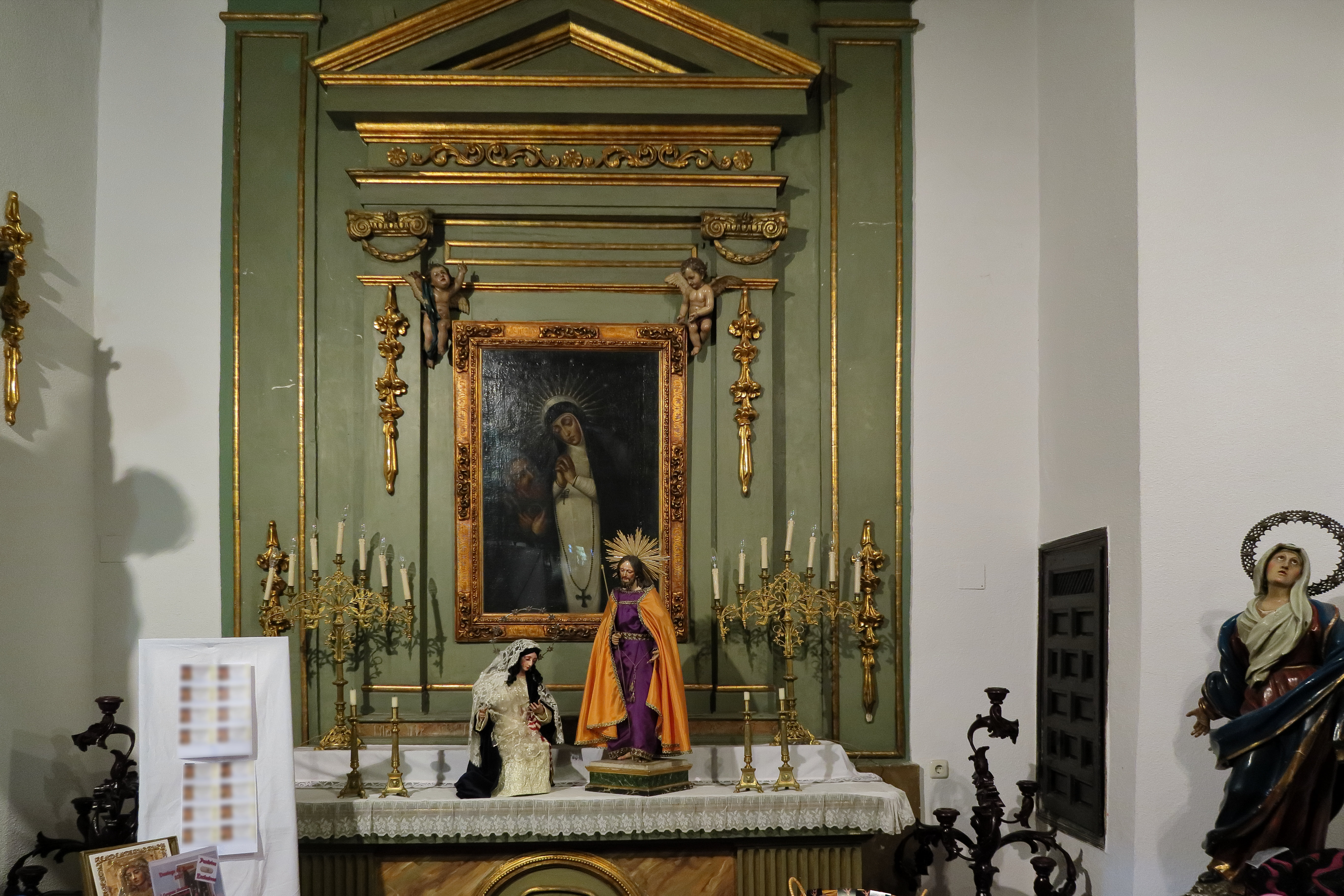
Humilladero de Fuencarral, interior

Es una capilla sin culto de poco más de cuarenta y tres metros cuadrados construida en 1712  para colocar en su interior el lienzo de la Virgen de la Soledad que, según la leyenda, desde tiempos muy antiguos había estado bajo un arco en una hornacina con farolillo, lo que dio el nombre de Santa María del Arco a la actual calle de Augusto Figueroa, con la que hace esquina la ermita. El arco era la puerta de las caballerizas del marqués de la Torrecilla. La capilla fue construida con ladrillo y sillería. Una gran puerta en forma de arco de medio punto y con barrotes de hierro de la época deja ver en su interior una pequeña capilla de forma rectangular compuesta por un modesto altar con un retablo formado por dos columnas jónicas y presidido por el citado lienzo de la Virgen de la Soledad, más conocida como la Paloma. A la derecha hay un Cristo Crucificado del Consuelo, de tamaño real y que parece ser de finales del siglo XVII. Pedro de Répide decía de esta pequeña capilla que «parece, más que un oratorio urbano, un santuario campesino, en cuyo torno se hubiese alzado de pronto la ciudad». La devoción a la Virgen de la Soledad surgió con posterioridad a la Piedad y a la Virgen de los Dolores. La Soledad de la Virgen representa el período de tiempo que transcurre entre la muerte de su Hijo y la Resurrección de este, de ahí que se la pinte siempre vestida de luto —blanco y negro— y con el rosario entre las manos. El cuidado y mantenimiento de la capilla depende de la cercana iglesia de San Ildefonso que recoge del suelo las monedas que tiran los fieles para ayudar al mantenimiento de la misma. A comienzos de la década de 2000 se celebraban dos misas al mes que los fieles seguían desde la acera, pero se suprimieron por el aumento del tráfico y por la estrechez de la acera.